# Charles Koechlin

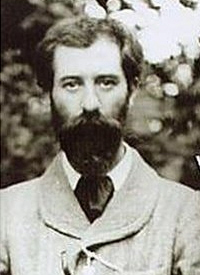
Charles Koechlin

Charles Louis Eugène Koechlin (Parigi, 27 novembre 1867 – Rayol-Canadel-sur-Mer, 31 dicembre 1950) è stato un compositore e teorico della musica francese, allievo di Jules Massenet e Gabriel Fauré.

## Biografia
Assieme a Florent Schmitt e Maurice Ravel fondò la “Société musicale indépendante”; insegnò al Conservatorio di Parigi, dove ebbe tra gli allievi Mel Bonis, Darius Milhaud e Francis Poulenc.
È autore di una vastissima produzione, che abbraccia molti generi, scostandosi però da elementi teatrali: vanno
annoverati tra le sue opere principali, numerose composizioni sinfoniche e raccolte pianistiche. Portò a termine l'orchestrazione del balletto Khamma lasciato incompiuto da Claude Debussy.
Stilisticamente può essere accostato a tendenze impressioniste, ma nella sua fase creativa più tarda pervenne ad esiti atonali. Ha lasciato inoltre diversi trattati di armonia, composizione e contrappunto, oltre a scritti su Claude Debussy e Gabriel Fauré.

## Opere

### Sinfonie
- Sinfonia in la maggiore (1893-1900)
- Sinfonia n.1 op.57 bis (trascrizione del quartetto d'archi n.2,1926)
- Sinfonia delle Sette Stelle op.132 (1933)
- Sinfonia degli Inni (1936)
- Sinfonia n,2 op.196 (1943-1944)

### Poemi sinfonici
- La Forêt, op.25 (1897-1906)
- Vers la plage lointaine, nocturne op.43 no.2 (1908-1916)
- Le buisson ardent op.171 (1938)
- La loi de la jungle op.175 (1939-40)
- Les Bandar-Log op.176 (1939-40)
- Le Docteur Fabricius op.202 (1941-44, orchestrato nel 1946)

### Altre composizioni sinfoniche
- L'automne, symphonic suite op.30 (1896-1906)
- Études Antiques op.46 (1908-10)
- Suite légendaire op.54 (1901-15)
- Offrande musicale sur le nom BACH op.187 (1942-46)
- Introduction et 4 Interludes de style atonal-seriel op.214(1947-48)

### Musica da camera
- Quartetto per archi n.1 op.51 (1911-13)
- Sonata per viola e pianoforte, op.53 (1902-15)
- Suite en quatuor per flauto, violino, viola e pianoforte, op.55 (1911-16)
- Sonata per corno e pianoforte op.70 (1918-25)
- Quintetto per pianoforte e archi op.80
- L'Album de Lilian per flauto, clarinetto e pianoforte, op.139 (Libro I) (1934)
- L'Album de Lilian per ottavino, flauto, pianoforte, clavicembalo, onde Martenot op.149 (Libro II) (1935)
- Epitaphe de Jean Harlow per sax contralto e pianoforte, op.164 (1937)
- Sept chansons pour Gladys per voce e pianoforte, op.151 (1935)